# سمامة الشجر رمادية الأرداف
سمامة الشجر رمادية الأرداف (الاسم العلمي: Hemiprocne longipennis) هو نوع من فصيلة سمامة الشجر.